# Chalcedectus sinaiticus
Chalcedectus sinaiticus is een vliesvleugelig insect uit de familie Pteromalidae. De wetenschappelijke naam is voor het eerst geldig gepubliceerd in 1936 door Masi.